# Сегер, Давид
Юн Давид Теодор Сегер (швед. John David Theodor Seger; род. 15 июля 1999) — шведский футболист, полузащитник «Эстера».

## Клубная карьера
На юношеском уровне выступал за «Стоксунд» и «Тебю». Взрослую карьеру начал в «Усбю» в четвёртом дивизионе. Затем выступал за «Норртелье» и «Стоксунд» во втором и за Соллентуну в первом. В ноябре 2019 года проходил просмотр в Эребру. В январе 2020 года подписал с клубом полноценный контракт. В его составе дебютировал 17 июня в матче чемпионата Швеции с «Юргорденом». Сегер вышел на замену в середине второго тайма вместо Джейка Ларссона. На 89-й минуте с его передачи Робин Бук забил победный гол в матче.
В январе 2024 года перешёл в «Эстер», с которым подписал контракт на два года. Первую игру за новый клуб провёл 17 февраля в матче группового этапа кубка страны с «Мальмё».

## Личная жизнь
Старший брат Альбин и двоюродный брат Александер также профессиональные футболисты.